# 血酬定律：中國歷史中的生存遊戲
《血酬定律：中國歷史中的生存遊戲》，为中国学者吳思所著的一本书，在2003年出版。2009年再版。

## 内容梗概
此书由若干篇文章组成，分为正编和杂编，在正编中，吴思通过对历代暴力集团行为模式的分析，抽象出了“血酬定律”，并以此为本书的核心，试图通过层层计算解释中国历史中造反、改革、贪污等等行为的共同根源。
所謂血酬，即流血拼命所得的酬報，體現着生命與生存資源的交換關系。從晚清到民國，吃這碗飯的人比產業工人多得多。血酬的價值，取決於所拼搶的東西，這就是「血酬定律」。吴思还提出“法酬”，并分析“匪”、“民”、“官”之间的切换关系和内在驱动力。

## 外界评价
此书的学术意味较作者上一本《潜规则：中国历史中的真实游戏》要浓，因此未在民众中产生广泛影响。但此书的一些观点在学术圈中还是得到了关注。